# Cheating at Solitaire
Cheating at Solitaire es el primer álbum solista de Mike Ness, cantante de Social Distortion. Lanzado en 1999, se aleja del estilo punk rock de Social Distortion en favor de un acercamiento al rock and roll y sonidos tradicionales. El álbum contó con pequeñas colaboraciones de músicos como Bruce Springsteen, Brian Setzer y miembros de Royal Crown Revue. Johnny Cash fue invitado a participar en la canción «Ballad of a Lonely Man» pero en ese momento se encontraba muy enfermo para grabar.
«Dope Fiend Blues» y «I'm In Love w/My Car» fueron escritas y grabadas en 1994 en un demo del quinto álbum de Social Distortion White Light, White Heat, White Trash. Ness también escribió algunas de las canciones de Cheating at Solitaire alrededor de 1997 mientras Social Distortion trabajaba en su sexto álbum.

## Listado de temas
- Todas las canciones fueron compuestas por Mike Ness excepto las indicadas en paréntesis.

1. «The Devil in Miss Jones» – 3:49
2. «Don't Think Twice» (Dylan) – 3:47
3. «Misery Loves Company» – 3:47
4. «Crime Don't Pay» – 3:31
5. «Rest of Our Lives» – 3:44
6. «You Win Again» (Williams) – 3:11
7. «Cheating at Solitaire» – 3:53
8. «No Man's Friend» – 4:57
9. «Charmed Life» – 3:38
10. «Dope Fiend Blues» – 5:17
11. «Ballad of a Lonely Man» – 3:25
12. «I'm in Love w/My Car» – 4:41
13. «If You Leave Before Me» – 4:19
14. «Long Black Veil» (Dill/Wilkin) – 4:04
15. «Send Her Back» (Ferrier) – 2:57
16. «Company C» – 5:03 (bonus disponible en la edición en vinílo)

## Personal
- Bob Breen – Ingeniero asistente
- Jolie Clemens – Material gráfico
- Tom Corbett – Mandolina
- Mando Dorame – Saxofón (tenor)
- Paul Ericksen – Ingeniero asistente
- Josh Freese – Batería, percusión
- Daniel Glass – Batería, percusión
- Martin Klemm – Asistente de mezcla
- Chris Lawrence – Guitarra, pedal steel guitar
- Veikko Lepisto – Bajo eléctrico, contrabajo
- Jamie Muhoberac – Teclado, órgano (Hammond)
- Mike Ness – Guitarra acústica, guitarra, voz, productor, material gráfico, mezcla
- James Saez – Guitarra acústica, guitarra, percusión, teclado, productor, ingeniero, slide (guitarra), mezcla
- F. Scott Schafer – Fotografía
- Eddy Schreyer – Masterización
- Brian Setzer – Guitarra (en «Crime Don't Pay»)
- Bruce Springsteen – Guitarra, voz (en «Misery Loves Company»)
- Billy Zoom – Guitarra (en «Dope Fiend Blues»)